# John Whitelocke

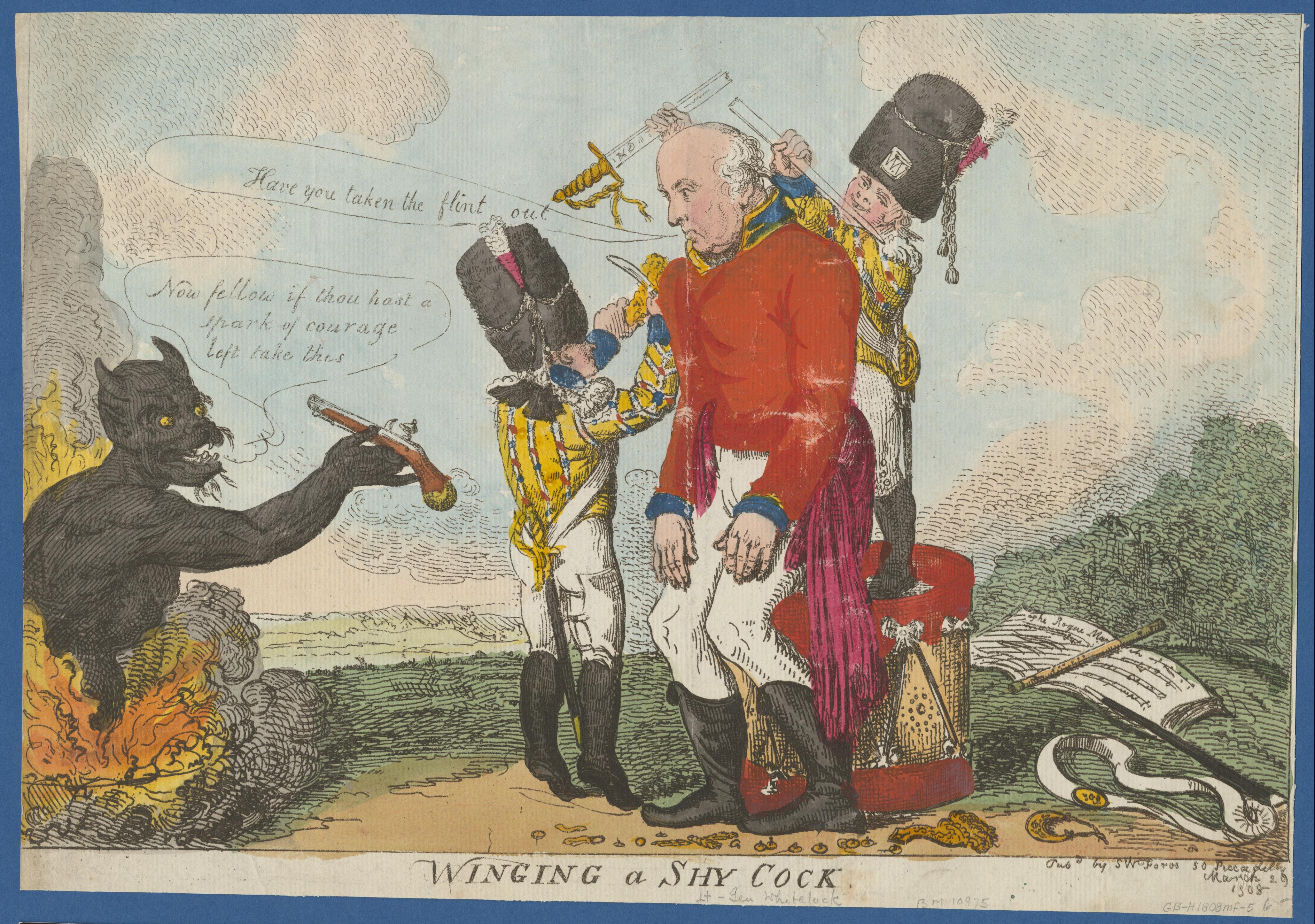
Une caricature montrant la rétrogradation de Whitelocke après la cour martiale. Deux garçons batteurs le dépouillent de sa tenue militaire et lui cassent l'épée tandis qu'un démon lui offre une arme pour se suicider (source inconnue).

John Whitelocke, né en 1757 et mort le 23 octobre 1833 à Beaconsfield dans le Buckinghamshire (Angleterre), est un officier de l'armée britannique, descendant de James Whitelocke (en).

## Biographie
Whitelocke entra à l'armée en 1778, et fut promu colonel en 1793. Cette même année, la partie française de l'île de Saint-Domingue demanda d'être incluse comme protectorat britannique. Le gouverneur de la Jamaïque organisa alors une expédition d'occupation le 9 septembre 1793, composée de 700 hommes sous les ordres du colonel Whitelocke. Il débarqua le 19 septembre à Jérémie, mais fut repoussé dans sa tentative contre Cap Tiburon. Après avoir reçu des renforts, il prit les villes de Saint-Marc, Léogâne et Arcahaie et fit une seconde attaque contre Cap Tiburon, cette fois avec succès, grâce à quoi il put dominer presque toute la côte occidentale de l'île, à l'exception de Port-au-Prince. Assisté par des forces espagnoles, il assiégea Port-de-Paix sur la côte nord. Il essaya en vain de suborner le général Lavaux, commandant de la ville, afin qu'il lui livre le bastion. Peu après, à la suite de l'arrivée de renforts, il put occuper la ville le 14 juin 1794.
Par après, il occupa divers postes en Indes, Égypte, et au Cap de Bonne-Espérance. Il fut promu lieutenant général, et en 1807 fut nommé commandant en chef des forces britanniques dans le Río de la Plata. Là, les ambitions britanniques de domination de la vice-royauté du Río de la Plata avaient souffert un coup dur : l'échec de l'invasion dirigée par le général William Carr Beresford s'était terminée par la capitulation du 12 août 1806 à Buenos Aires, et l'expédition de renfort de sir Samuel Auchmuty était arrivée trop tard. Ce dernier avait dû se contenter de la prise de Montevideo le 1er février 1807.

## L'assaut contre Buenos Aires
Whitelocke arriva à Montevideo en avril 1807, avec une armée de 6 000 hommes auxquels il ajouta diverses autres forces dont celles d'Auchmuty. Il put ainsi réunir plus 13 000 hommes disciplinés et bien entraînés.
Il laissa à Montevideo une garnison de 2 000 soldats et marcha avec le reste à Maldonado. De là, sous la protection de la flotte navale de l'amiral sir Home Riggs Popham; il débarqua le 28 juin 1807 à Ensenada, au sud-est de Buenos Aires (près de la ville de La Plata actuelle). 
Le 1er juillet, lors du passage du río Riachuelo, il fut attaqué par Jacques (ou Santiago) de Liniers, qui avait organisé des milices populaires dans la cité. Attaque qu'il put contrecarrer mais qui retarda ses plans de prise de Buenos Aires. Durant cette nuit l'alcalde (alcade) de la ville, Martín de Álzaga, ordonna de creuser des tranchées et de construire des barricades dans les rues et réunit les troupes éparses, de telle façon que Liniers, à son retour dans la ville, trouva les défenses déjà organisées. Cette bonne position tactique lui permit de rejeter le 3 juillet la demande de Whitelocke de livrer la ville. Whitelocke cependant avait tout préparé pour l'invasion de la ville : le 5 juillet il conduisit son armée — disposée en formation de douze colonnes — à l'assaut final.
La résistance dans les rues fut féroce, obligeant à combattre la journée entière. À la fin de celle-ci, Whitelocke avait perdu 1 100 hommes, de plus 1 500 avaient été capturés. Le jour suivant, il renouvela son assaut, mais la résistance fut encore plus forte. À midi les forces britanniques étaient battues et encerclées et avaient subi la perte supplémentaire de plus de 2 000 soldats. Whitelocke offrit sa capitulation. Il dut accepter des conditions humiliantes et évacuer la rive sud du río de la Plata dans les 48 heures, et libérer la ville de Montevideo dans un délai de deux mois. La reddition fut ratifiée le 7 juillet et fut accomplie au pied de la lettre par Whitelocke, qui quitta Montevideo début septembre avec toute son armée. 

## Cour martiale

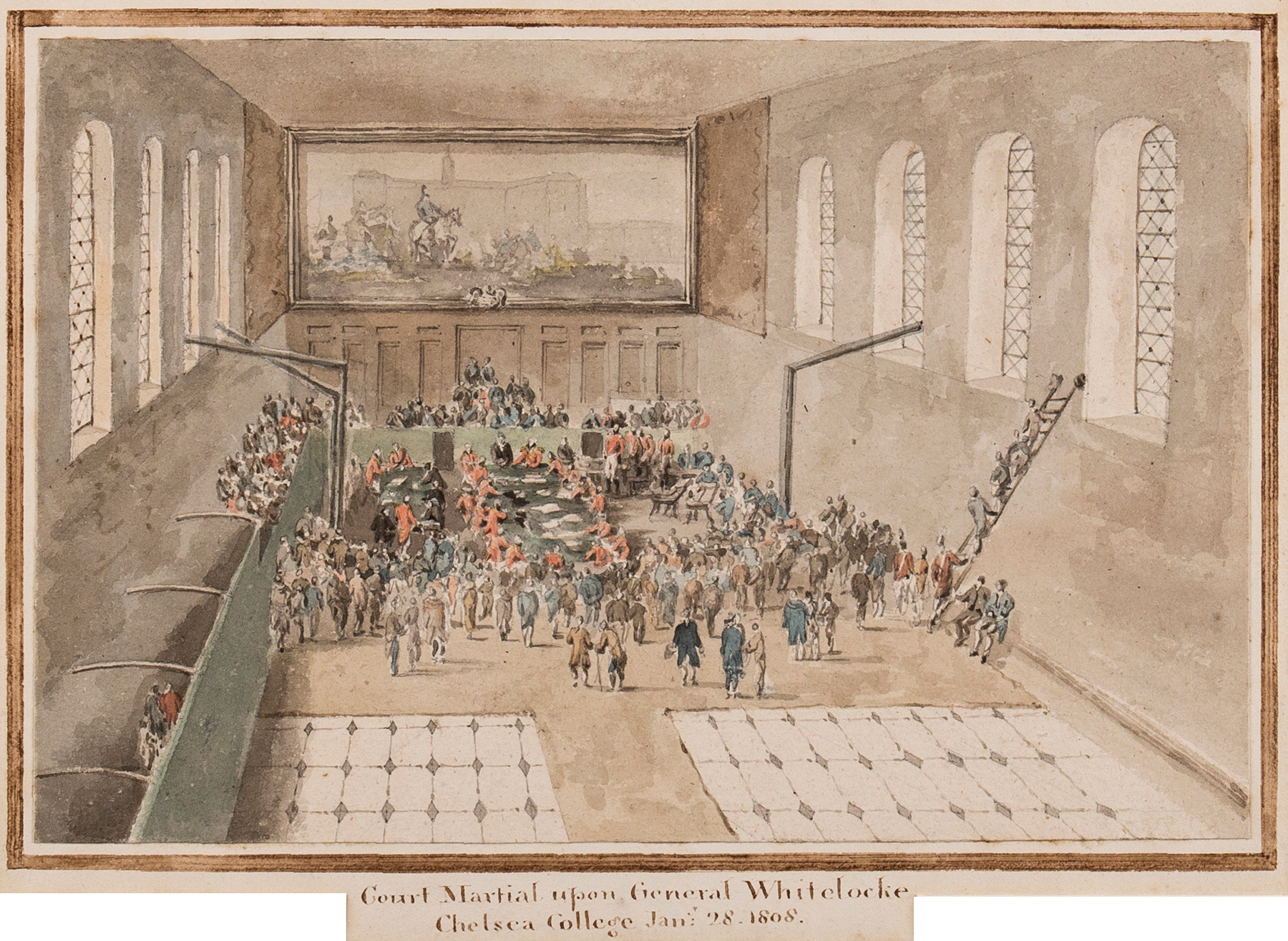
Court Martial upon General Whitelocke
Chelsea College, Jan.28th 1808

À son retour en Angleterre, son désengagement fut interprété comme un grave préjudice à la cause britannique en Amérique du Sud ainsi qu'aux autres colonies. Whitelocke fut jugé en cour martiale en 1808 et, après avoir été reconnu coupable de toutes les charges sauf une, fut condamné et exclu de l'armée. Il vécut dans sa retraite jusqu'à sa mort, à Hall Barn Park, Beaconsfield, Buckinghamshire, le 23 octobre 1833.